# ТВЧГ 2
ТВЧГ 2 (на черногорски: ТВЦГ 2 / TVCG 2) e телевизионен канал в Черна гора, втора програма на обществената Радио и телевизия на Черна гора. Излъчва спортни предавания и предавания, свързани с малцинствата. До създаването на ТВЧГ 3 той излъчва и предавания на живо от Парламента на Черна гора.

## История
Радио и телевизия Титоград започва излъчването втори канал в началото на 70-те години на XX век. По време на Югославия каналът РТТ 2 предава RTB 2 от Белград.
До 2004 г. телевизията излъчва няколко латиноамерикански теленовели в своята програма. Каналът излъчва и „Студио Спорт 2“, ежедневна спортна новинарска емисия с две издания.
През март 2020 г., поради пандемията от COVID-19, ТВЧГ 2 започва да излъчва курсове на албански език, ограничени до езика и математиката.
След въвеждането на новата бранд идентичност на ТВЧГ 2 през 2024 г. отличителният цвят на телевизията става жълт. Новото лого на канала е възприето с противоречия от потребителите в интернет, тъй като цифрата 2 наподобява руския военен символ Z. Украинското посолство в Черна гора изпраща писмо за обяснение до РТЧГ, но обществената телевизия отрича тези твърдения.